# Sequência KDEL
KDEL é uma sequência-sinal de aminoácidos na estrutura de uma proteína que evita sua secreção do retículo endoplasmático (ER) através da recuperação de proteínas luminais do  ER a partir do complexo de Golgi através de transporte retrógrado. Proteínas com a sequência KDEL só são capazes de deixar o ER quando essa sequência é clivada.
A abreviação KDEL é formada pelas letras correspondentes a cada aminoácido. Esse sistema de letras foi definido pela IUPAC e pela IUBMB em 1983, e, no caso, é aplicado da seguinte forma:
- K—Lisina
- D—Aspartato
- E—Glutamato
- L—Leucina

Sendo assim, a sequência em código de três letras é:: Lys-Asp-Glu-Leu.